# Neu (Adelsgeschlecht)

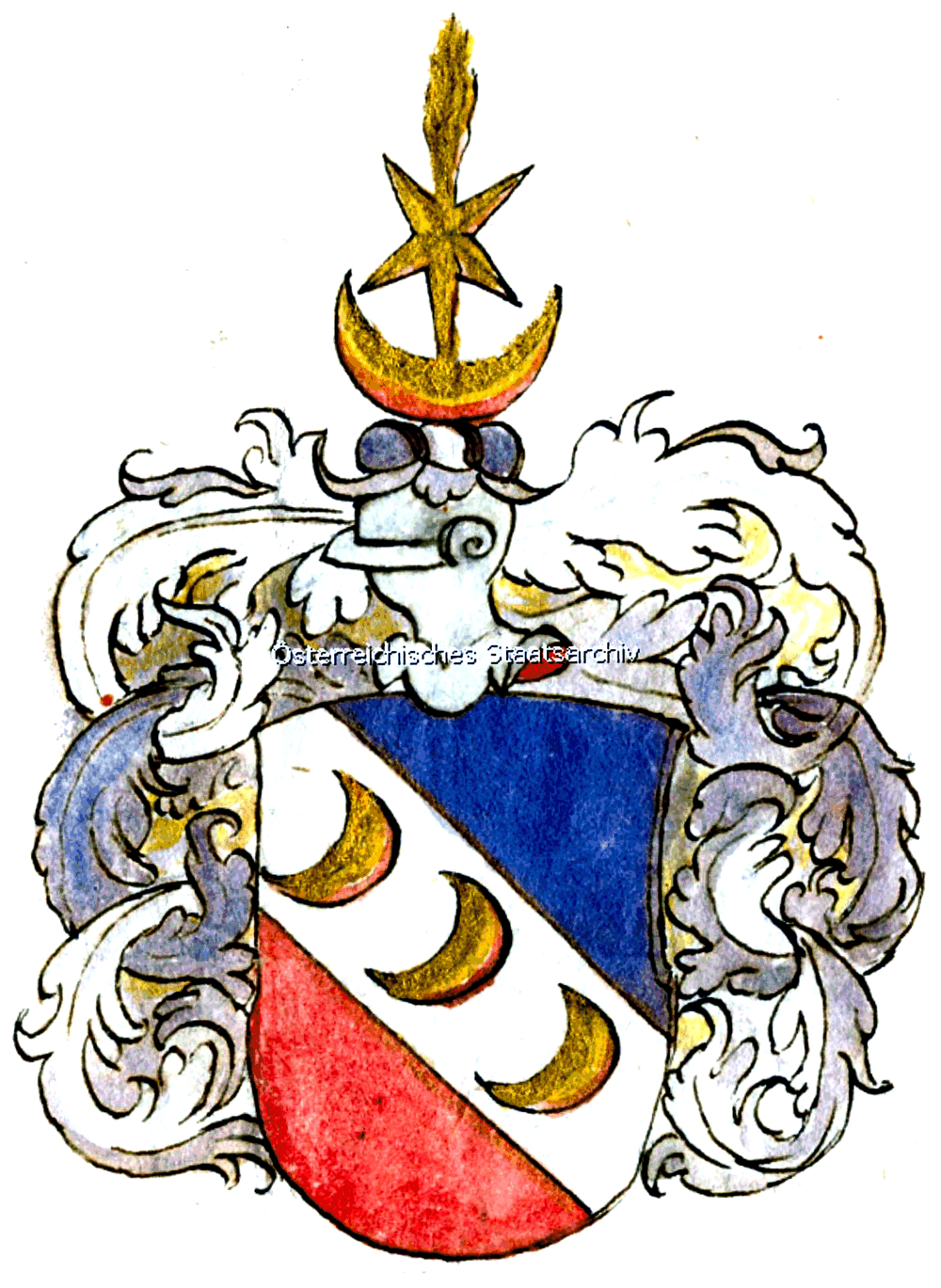
Stammwappen der Neu (vor 1614)

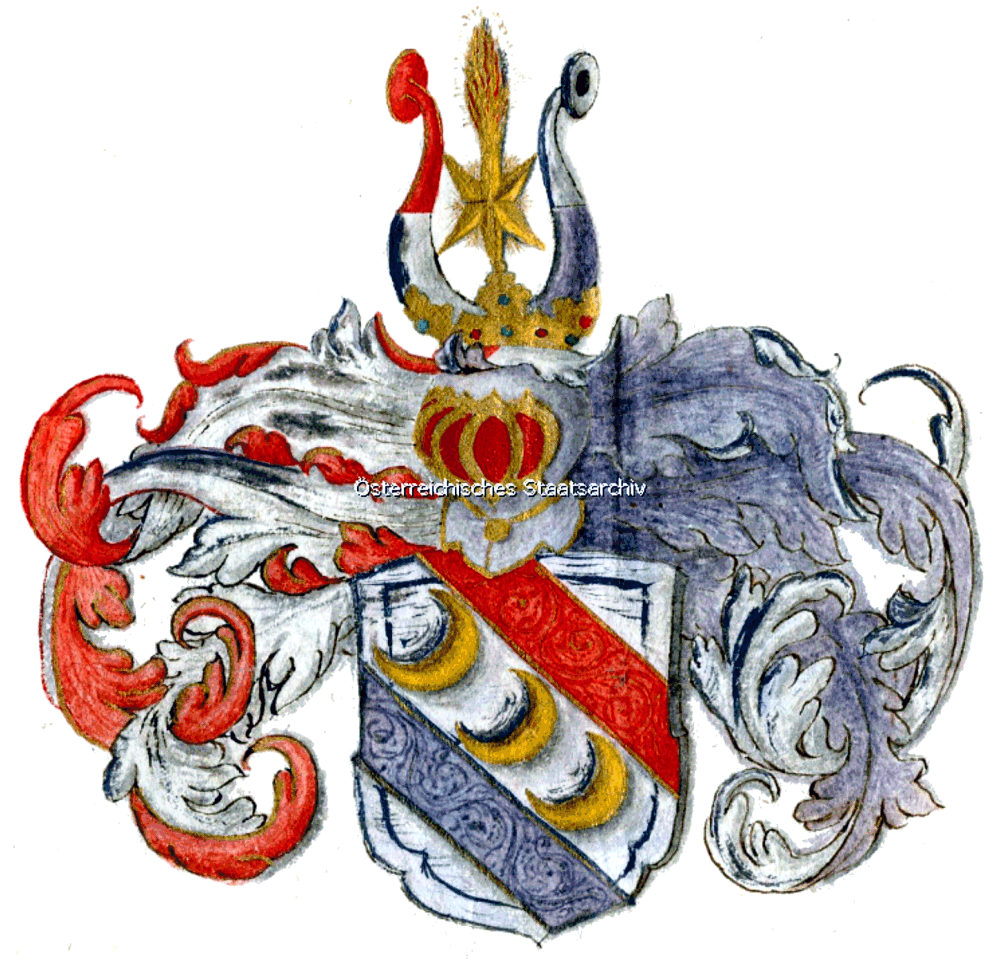
Wappen derer von Neu (1614)

Neu ist der Name eines im Jahre 1614 nobilitierten deutschen Adelsgeschlechts.
Es besteht keine Stammverwandtschaft mit den Freiherren von Neu aus dem Jahre 1796.

## Geschichte und Ausbreitung
Der brandenburgische Rat und Geheime Sekretär Balthasar Neu (auch: „New“) wurde am 26. August 1614 in Linz von Kaiser Matthias in den Reichsadelsstand erhoben und erhielt dabei eine Wappenbesserung. Dieser fand in verschiedenen diplomatischen Missionen bereits im Dienst von Kaiser Rudolf unter anderem im Türkenkrieg Verwendung. Im Dienst des Markgrafen von Ansbach war er mit diplomatischen Missionen, beispielsweise während des Dreißigjährigen Krieges betraut. 1619 war er mit dem Grafen Ernst von Mansfeld Gesandter zu Herzog Karl Emanuel von Savoyen in Turin, welcher Absichten auf die römisch-deutsche Kaiserkrone und das Königreich Böhmen hatte. Dann reiste Neu allein weiter zu Verhandlungen nach Venedig, in der Hoffnung, die Sache der Unierten fördern zu können. Ihm gehörte bereits ein noch später bei der Familie besitzliches Bauerngut in Dürrenmungenau. Noch Ende des Jahres 1643 erhielt er als „gewesener fürstlich Brandenburgischer Kammerrat zu Ansbach“ einen kaiserlichen Schutzbrief. Damit ist zumindest auszuschließen, dass er mit dem kaiserlichen Reichshofkanzleisekretär und Hofdiener Balthasar Neu identisch ist, der bereits 1556 zusammen mit seinem Bruder Ulrich Neu, zu Brüssel eine Bestätigung und Erneuerung des rittermäßigen Adelsstandes mit Lehenberechtigung erhielt.
Seine Nachkommen lebten in Württemberg, meist in gehobenen Berufsstellungen, während der Zweig, der im 18. Jahrhundert in Nürnberg sesshaft wurde, auch Brüche in der gesellschaftlichen Position aufweist: Die im vierten Glied von Balthasar abstammenden Brüder, Enkel des herzoglich württembergischen Proviant-Offiziers Cornelius Adam von Neu, und Söhne des Philipp Friedrich von Neu († 1770, seit 1763 Bürger der Reichsstadt Nürnberg und Bierwirt ebendort), waren Johann Philipp von Neu (1764–1849), Major der Landwehr sowie Erbherr auf Unterveilhof und Martin Wilhelm von Neu (1765–1834), Stiftsrat der Abtei Ebrach. Sie wurden nach Anlage der Adelsmatrikel im Königreich Bayern am 7. Dezember 1812 in die Adelsklasse immatrikuliert.
Martin Wilhelm von Neu war mit seinem Sohn Johann Martin Philipp von Neu (* 1794) zerstritten und hatte ihn enterbt. Jener war bis zu seiner Entlassung im Alter von 21 Jahren Offizier im Chevauxleger-Regiment Taxis, lebte darauf folgend aber als nahezu mittelloser „Privatier“. Zuletzt hatte er bei seinem Onkel in Wöhrd gewohnt und war auf die städtische Armenpflege angewiesen. Er starb 1849, einen Monat vor seinem Onkel Johann Philipp von Neu. Seine Stiefmutter Anna Elise von Neu, geb. Scheuerpflug, starb vermögend Ende des Jahres 1850 in Nürnberg. Zur Haupterbin hatte sie, die keine eigenen Kinder hatte, ihre Nichte Babette Scheuerpflug bestimmt, die quasi ihr Pflegekind war, und das übrige Erbe wurde unter ihren eigenen Geschwistern und deren Kindern aufgeteilt. 
Ihr 1849 mit 86 Jahren verstorbener Schwager, der ehemalige Major und Privatier Johann Philipp von Neu, hatte seinen Adoptivsohn Joseph Hellgoth zum Universalerben eingesetzt, doch hinterließ er ihm nur um die 200 Gulden.

## Angehörige
- Balthasar (von) Neu († nach 1643), Brandenburg-Ansbacher Hofkammerrat
- Martin Wilhelm von Neu (1765–1834), Stiftsrat der Abtei Ebrach, zuletzt Magistratsrat zu Nürnberg[10]

## Wappen
Das bereits vor 1614 geführte Wappen zeigt einen silbernen Schrägbalken, der mit drei goldenen zunehmenden Monden belegt ist und der den Schild von Blau über Rot schräg teilt. Auf dem Stechhelm mit blau-silbernen Decken und gleichfarbigem Helmwulst eine nach oben geöffnete goldene Mondsichel, mittig mit einem goldenen Stern bestückt, der oben mit einer goldenen Flamme oder Feder bestückt ist.
Das 1614 gebesserte Wappen zeigt in Silber zwei Schrägbalken, der obere rot, der untere blau, zwischen beiden drei goldene zunehmende Monde. Auf dem bekrönten Bügelhelm mit rechts rot-silbernen und links blau-silbernen Decken, ein Stern, aus dessen Spitze eine rote Flamme hervorbricht, zwischen von rot und silber bzw. von silber und blau geteilten Büffelhörnern.

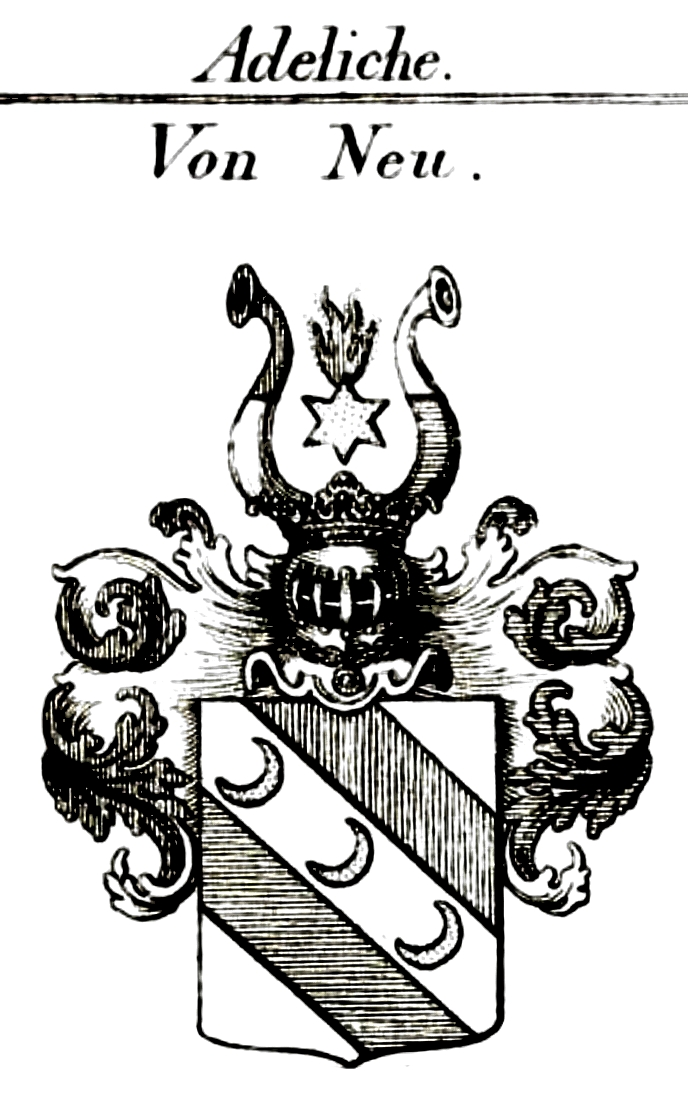
Wappen derer von Neu (Reichsadel 1614)
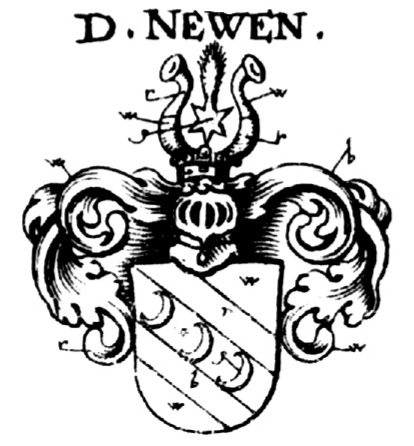
Wappen derer (von) Neu („New“)

Dem Postagenten in Wittekindsberg, Wilhelm Hermann Ney (* 1878), dessen Familie aus dem Raum Berlin–Uckermark–Mecklenburg-Strelitz stammte, wurde das Wappen aus 1614, jedoch mit Stechhelm 1923 erneuert.